# Zalesie Przywidzkie
Zalesie Przywidzkie – kolonia w Polsce położona w województwie pomorskim, w powiecie gdańskim, w gminie Przywidz.
W latach 1975–1998 miejscowość administracyjnie należała do województwa gdańskiego.